# Live over Death
Live over Death – dwudziesty album studyjny Anthony’ego B, jamajskiego wykonawcy muzyki reggae i dancehall.
Płyta została wydana 5 maja 2008 roku przez Born Fire Records, własną wytwórnię Anthony’ego.

## Lista utworów
1. "Coming To Life"
2. "Time Of Trouble"
3. "Whip Dem Jah Jah"
4. "Life Over Death"
5. "Territory"
6. "Bad From Long Time"
7. "Mama & Rasta (Skit)"
8. "Sleeping In The Rain" feat. Toots Hibbert
9. "Woman Of My Dreams"
10. "Satisfaction"
11. "Don't Say"
12. "Tease Her"
13. "Mr. Easy"
14. "Caan Do Wi Nutten"
15. "Childhood Memories"
16. "When You Down"
17. "Nuh Clash Wid Man"